# 仙台空港
仙台空港（せんだいくうこう）は、宮城県名取市と岩沼市に跨って位置する東北地方唯一の国管理空港（旧第二種(A)空港）である。2016年7月1日に運営が仙台国際空港株式会社に移管（民営化）された。空港ターミナルビルが名取市にあり、滑走路は岩沼市に跨る。運営会社名（仙台国際空港）の通り国際線が就航しているが、旧第一種空港としての国際空港には指定されていない。

## 概要

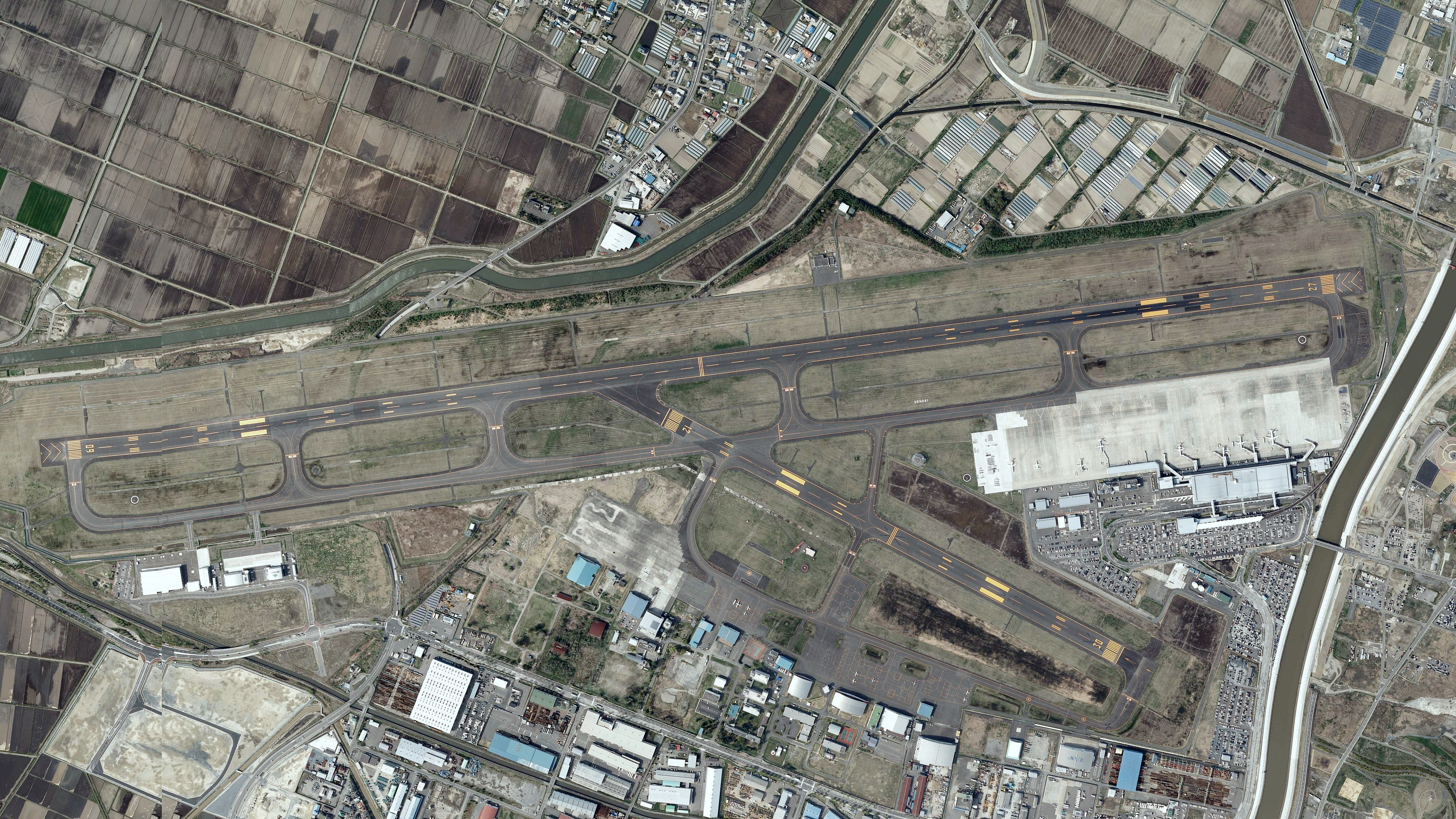
仙台空港周辺の空中写真（2019年）

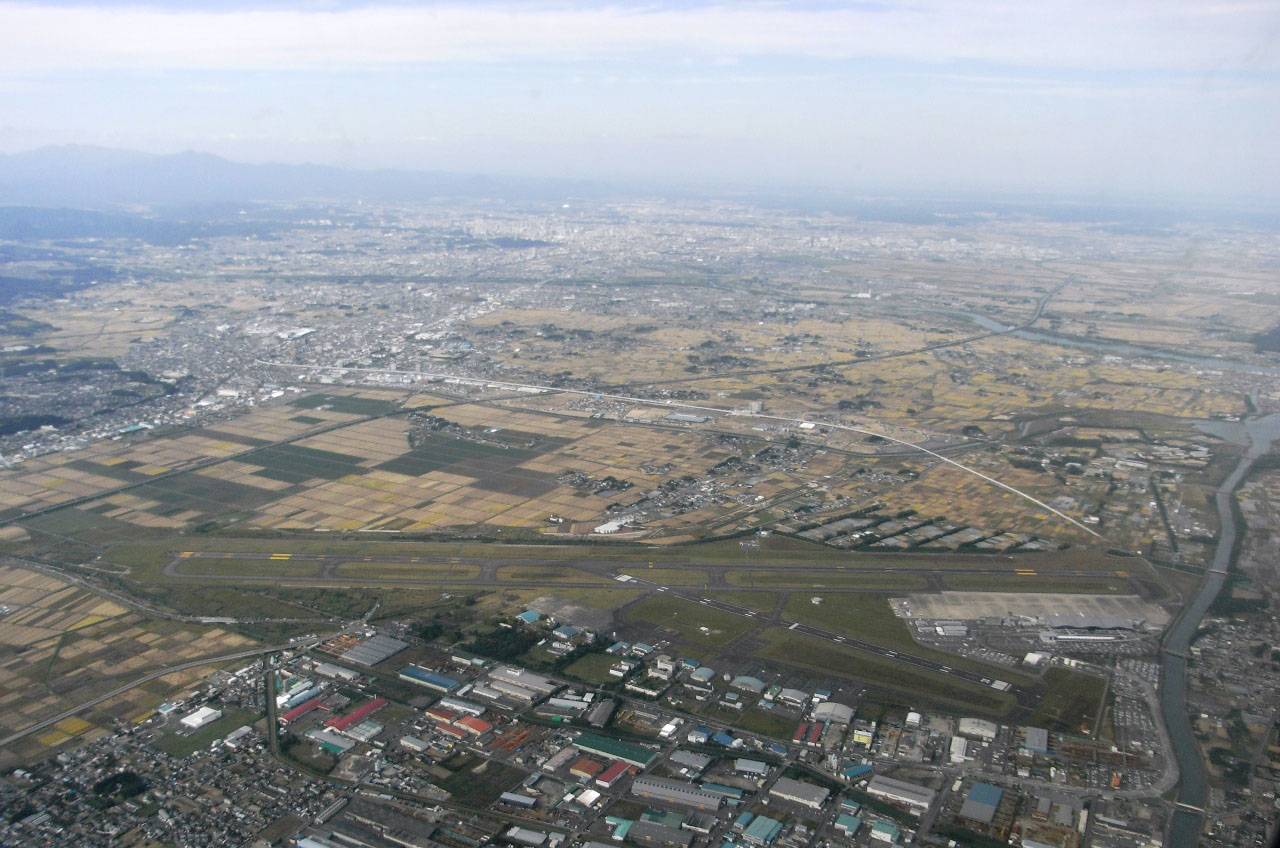
仙台空港俯瞰

宮城県中南部の海岸にほど近い、仙台市のJR仙台駅から南南東14kmほどのところに位置し、空港連絡鉄道である仙台空港アクセス線で結ばれている。離着陸の際には、広大な太平洋と仙台湾沿いに続く砂浜や防砂林の松林、南北に流れる貞山運河、そして奥羽山脈に抱かれた仙台平野と市街地のビル群が一望の下になる。
滑走路は、開設時からある1,200メートルのA滑走路と、後に増設、延長された3,000メートルのB滑走路の2本あり、「y」の字型に交わる。基本的に、A滑走路はセスナなどの小型機、B滑走路は旅客機などの中型機や大型機が使用するが、航空大学校などの小型機も訓練のために、計器着陸装置（ILS）が使用できるB滑走路を使用する。他県の多くの空港では公共用ヘリコプターも見られるが、宮城県警察ヘリは仙台市若林区霞目にある陸上自衛隊霞目飛行場を使用する。
現在のターミナルビルは1997年（平成9年）7月に全館供用を開始したものであるが、建設にあたりハートビル法に定めるバリアフリー基準を満たし、1995年（平成7年）12月に空港施設として日本で初めて同法認定の特定建築物となった。完成後に制定された交通バリアフリー法にも合致するように整備がなされた。
また、出発ロビーや待合室の壁面を全面ガラス張りにして照明の使用を減らす省資源化が施されている点 や、屋根が3つの波型になっている点などの特徴もある。展望デッキは、屋上の「スマイルテラス」（当初は中学生以上100円　民営化時に無料化）と屋内3階（無料）とがある。ターミナルビル中央部分のエスカレーターが集まる吹き抜けは「プラザ」と呼ばれ、中央の噴水の水を抜くと照明機能付きのステージに変わり、イベントが行えるようになっている。3階にはエアポートミュージアム「とぶっちゃ」があり、エアバスA300-600R型のコクピット（実物）やボーイング747のビジネスシート等が展示されている。

## 統計

### 利用者数
元のウィキデータクエリを参照してください.
| 年度   | 乗降客数（人） | 乗降客数（人） | 乗降客数（人） |
| 年度   | 国内線         | 国際線         | 合計           |
| ------ | -------------- | -------------- | -------------- |
| 1978年 | 1,059,056      | 0              | 1,059,056      |
| 1979年 | 1,298,850      | 10,832         | 1,309,682      |
| 1980年 | 1,405,083      | 17,595         | 1,422,678      |
| 1981年 | 1,522,252      | 11,881         | 1,534,133      |
| 1982年 | 1,311,619      | 7,140          | 1,318,759      |
| 1983年 | 1,126,937      | 2,792          | 1,129,729      |
| 1984年 | 1,212,063      | 3,966          | 1,216,029      |
| 1985年 | 1,050,480      | 2,924          | 1,053,404      |
| 1986年 | 1,033,847      | 3,105          | 1,036,952      |
| 1987年 | 1,137,747      | 5,306          | 1,143,053      |
| 1988年 | 1,157,007      | 6,711          | 1,163,718      |
| 1989年 | 1,339,803      | 11,166         | 1,350,969      |
| 1990年 | 1,528,234      | 89,033         | 1,617,267      |
| 1991年 | 1,632,235      | 180,445        | 1,812,680      |
| 1992年 | 1,764,229      | 232,410        | 1,996,639      |
| 1993年 | 1,935,526      | 279,455        | 2,214,981      |
| 1994年 | 2,140,887      | 336,099        | 2,476,986      |
| 1995年 | 2,407,132      | 407,907        | 2,815,039      |
| 1996年 | 2,628,534      | 442,452        | 3,070,986      |
| 1997年 | 2,803,163      | 417,806        | 3,220,969      |
| 1998年 | 2,836,773      | 401,982        | 3,238,755      |
| 1999年 | 2,964,603      | 420,032        | 3,384,635      |
| 2000年 | 2,774,526      | 471,699        | 3,246,225      |
| 2001年 | 2,853,545      | 392,043        | 3,245,588      |
| 2002年 | 2,857,099      | 395,479        | 3,252,578      |
| 2003年 | 2,892,773      | 251,103        | 3,143,876      |
| 2004年 | 2,916,016      | 307,151        | 3,223,167      |
| 2005年 | 2,955,977      | 288,515        | 3,244,492      |
| 2006年 | 3,047,955      | 339,508        | 3,387,463      |
| 2007年 | 2,973,505      | 349,621        | 3,323,126      |
| 2008年 | 2,686,360      | 260,705        | 2,947,065      |
| 2009年 | 2,552,515      | 246,385        | 2,798,900      |
| 2010年 | 2,363,415      | 258,872        | 2,622,287      |
| 2011年 | 1,776,717      | 69,246         | 1,845,963      |
| 2012年 | 2,513,227      | 186,421        | 2,699,648      |
| 2013年 | 2,989,413      | 175,202        | 3,164,615      |
| 2014年 | 3,072,541      | 167,029        | 3,239,570      |
| 2015年 | 2,954,079      | 160,169        | 3,114,248      |
| 2016年 | 2,937,046      | 225,551        | 3,162,597      |
| 2017年 | 3,158,572      | 280,667        | 3,439,239      |
| 2018年 | 3,301,361      | 311,377        | 3,612,738      |
| 2019年 | 3,339,002      | 379,178        | 3,718,180      |
| 2020年 | 1,217,890      | 0              | 1,217,890      |
| 2021年 | 1,651,407      | 2              | 1,651,409      |
| 2022年 | 2,778,740      | 15,172         | 2,793,912      |
| 2023年 | 3,176,308      | 373,787        | 3,550,095      |
| 2024年 | 3,290,467      | 519,179        | 3,809,646      |

乗降客数は1968年（昭和43年）に年間10万人を超える程度だった が、1975年（昭和50年）には年間54.7万人となり、1978年（昭和53年）には年間100万人を超え、1981年度（昭和56年度）には150万人/年度を超えた。1982年（昭和57年）6月23日に東北新幹線（大宮駅 - 盛岡駅）が開業すると、羽田便が運航されていた当空港では同年度より乗降客数が低迷し、上野駅 - 大宮駅間が延伸開業した1985年（昭和60年）を以って同便は廃止された。
1990年代には規制緩和により格安航空券が登場し、個人旅行が増加した という背景に加え、当空港に初めて国際定期便が就航し、滑走路の延長や新旅客ターミナルビルの完成もあって乗降客は増加。1999年度（平成11年度）には338.5万人/年度にまで増加した。その後、横這いを続けたが、2006年度（平成18年度）には338.7万人/年度と1999年度のピークを越えた。燃油価格の上昇に伴い2007年度（平成19年度）から国内線でも運賃値上げが始まり、乗降客数は減少傾向となった。1996年度（平成8年度）から300万人/年度以上を保っていたが、リーマン・ショックが発生した2008年度（平成20年度）以降、300万人/年度を割り込んで減少した。2011年（平成23年）3月11日に発生した東北地方太平洋沖地震（東日本大震災）に伴う津波の被害を受けて一時営業休止となり、2010年度（平成22年度）は262.2万人/年度、翌2011年度（平成23年度）は19年ぶりに200万人/年度を下回って184.6万人/年度にとどまった。2012年度（平成24年度）は、路線の再開が相次ぎによって回復。2013年度（平成25年度）は、ピーチ・アビエーションやスカイマークといった新興航空会社が参入したことで国内線の乗降客数が大きく増加し、同年度以降は再び300万人/年度を超えている。
仙台空港を目的地側とする旅客の当日目的地は、1位が仙台市となっており全体の約半分（49.8%）、2位は日本三景・松島がある松島町（7.2%）、3位は隣県の山形市（4.5%）となっており、約3割が宮城県外を当日目的地とする。業務の場合は、仙台市を当日目的地とする者が72.4%で圧倒的に多いのに対し、観光の場合は仙台市（24.8%）、松島町（15.4%）、鳴子町（現・大崎市の一部）となっており、それ以外の目的地は、秋田県田沢湖町（現仙北市の一部）や青森県十和田市、あるいは山形市や盛岡市、福島市などの隣接県の県庁所在地となっており、東北地方各地にも広がりを見せる。

### 国内線
国内線旅客数は1999年（平成11年）度に296.5万人でピークとなり、2000年（平成12年）度に277.5万人まで減少。その後は徐々に増加し、2006年（平成18年）度には304.8万人となり、初めて300万人の大台に乗った。しかしその後再び減少。2011年（平成23年）度は、東日本大震災の影響により18年振りに200万人を割り込んだ（177.7万人）。2013年（平成25年）度、ピーチ（LCC）・スカイマークの就航や既存路線の増便等もあり、298.9万人と2006年度に次ぐ水準にまで回復。翌2014年度は、スカイマークの更なる路線開設等もあり、開港史上最多となる307.2万人の乗降客数を記録した。
仙台空港の国内線における東北地方居住者の利用客比率は、宮城県70%、岩手県9.2%、山形県8.2%、福島県7.7%、その他4.9%となっており、宮城県の隣接県に広がっている。特に、山形市を中心とした村山地方や、福島県中通り北部および浜通り北部の地域では、仙台空港が第一選択の空港になっている。
国内線旅客においては、他の地方から入って来る旅客の方が多い（国内線来訪者比率56.6%。参考：名古屋23.4%、広島52.3%）。これは、関西や北海道、九州からのビジネス客が多いためで、仙台が支店経済都市であることを反映している。

### 国際線
国際線旅客数は2000年（平成12年）度の47.2万人をピークに景気低迷やアメリカ同時多発テロ事件の影響で減少。2003年（平成15年）度にSARSが発生して25.1万人にまで減少した。その後は回復基調となり、2007年（平成19年）度には35.0万人となった。その後は25万人前後で推移したものの、2011年（平成23年）度は東日本大震災の影響により6.9万人と大幅に減少、前年度比の26.5%に留まった。2012年（平成24年）度は近隣諸国との関係悪化によって低調に推移。運休も相次ぎ、V字回復するには至らなかった。2013年（平成26年）度は、ハワイ・タイへの定期便が就航したものの、近距離国際線の運休・減便が拡大。乗降客数も微減となった。
2016年度は台湾や韓国への定期便が増便したことなどに伴い前年の4割増と大幅に増加した。2020年（令和2年)度は、新型コロナウイルス（COVID-19)の影響により1978年以来に0人が記録された。その後は、徐々に旅客数が回復し2024年（令和6年)度には、台北(桃園)便や長らく運休状態にあった香港便の復活などにより、過去最高となる51.9万人を記録した。

#### 日本人旅客
仙台空港の国際線における東北地方居住者の利用者比率は、宮城県内居住者が40.0%、残りの6割は周辺各県からの利用者となっている（山形県19.7%、岩手県14.3%、福島県10.6%、その他15.4%）。特に、山形県民の日本国外渡航における仙台空港利用率は50%を超えており、仙台空港が第一選択となっている。
1999年（平成11年）度における東北地方居住の日本人出国者の利用空港内訳は、成田54.1%、仙台30.1%、関西6.1%、青森2.7%、福島2.0%、羽田1.9%、新潟1.2%、その他1.9%となっていた。

#### 外国人旅客
仙台空港の外国人乗降客数は国際旅客全体の30%程度である。仙台空港を利用する外国人旅客の主な渡航目的は、韓国人はゴルフやスキー、台湾人は温泉などである（仙台空港の外国人居住地別利用者比率 : 韓国50.0%、台湾及び中国大陸23.1%、ヨーロッパ11.5%）。

## 歴史

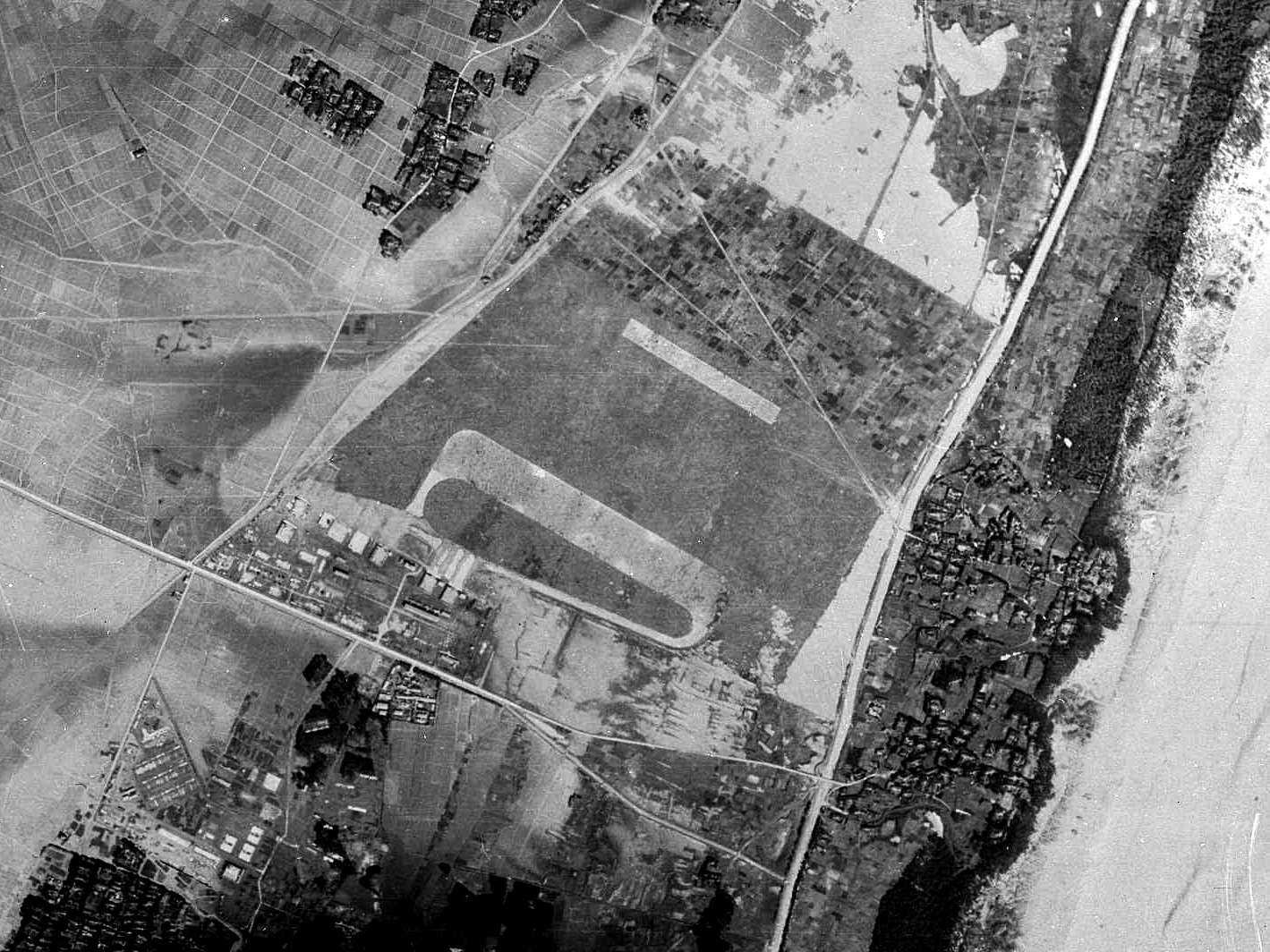
終戦から間もない仙台空港の前身である増田飛行場の空中写真（1947年）

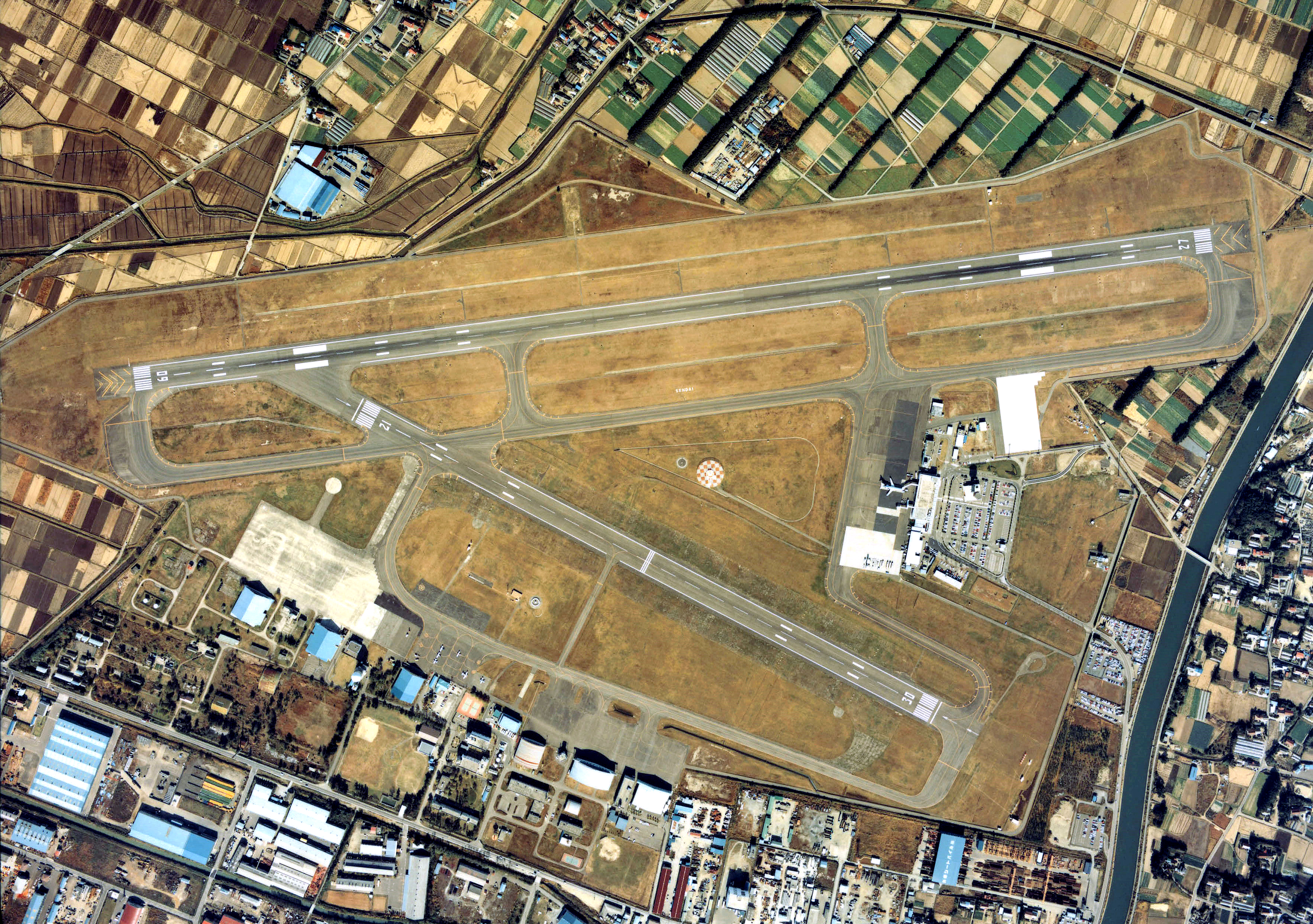
1984年度（昭和59年度）撮影の。写真の中で左右に通っているのがB滑走路、斜めに通っているのがA滑走路。この当時、B滑走路が2,000mで、AおよびB滑走路の中間に駐機場があった。

かつて仙台市で飛行機の離着陸に使われた場所として、宮城野原や川内追廻などがあった。1933年（昭和8年）になると、仙台市街地の南東に逓信省所管の仙台飛行場が設置された。仙台飛行場は東京と札幌を結ぶ定期便の経由地となっていた。この飛行場は、戦後に進駐軍に接収された後、陸上自衛隊の霞目駐屯地となった。
一方、1940年（昭和15年）、名取郡玉浦村と下増田村に跨る地域に陸軍が飛行場を設置し、ここに熊谷陸軍飛行学校増田分校教育隊が配置された。この飛行場は戦後に進駐軍に接収された後、1956年（昭和31年）に日本へ返還されて、運輸省と防衛庁の共同管理地となった。この飛行場は仙台飛行場と呼ばれた。翌1957年（昭和32年）には、仙台飛行場と東京国際空港（羽田）を結ぶ定期航路が、日本ヘリコプター輸送（後の全日本空輸）により開設された。1962年（昭和37年）になると、航空自衛隊がこの飛行場から移転したことで、運輸省単独管轄の施設となった。1964年（昭和39年）になって、空港整備法に基づき第二種空港の指定を受け、この時に名称が仙台空港となった。
仙台空港として発足した1964年（昭和39年）の時点で、仙台空港は1200メートルの滑走路1本を持っていた。この頃は日本の高度経済成長の時期に当たり、航空需要の増大から、日本では航空機材の大型化やジェット化が進んでいた時代でもあった。それに対応するために滑走路の整備が日本全国で行われた。運輸省は1967年度（昭和42年度）に「第一次空港整備五箇年計画」を策定し、これにより、仙台空港では2000メートルの滑走路整備が行われることになった。この2000メートル滑走路は、旧来の滑走路とは別に新設され、仙台空港では旧来のA滑走路と新設のB滑走路、合わせて2本の滑走路が併存する形となった。B滑走路が完成したのは1972年（昭和47年）で、この年にジェット機が仙台空港へ就航した。
開港以来、仙台空港の利用者は毎年、増え続けていた。1981年（昭和56年）における仙台空港の旅客総数は約150万人だった。しかし、1982年（昭和57年）に東北新幹線が大宮駅と盛岡駅の間で暫定的ながら開業すると、仙台空港の利用者は減少に転じ、1985年（昭和60年）に新幹線が上野駅まで延伸すると、さらに利用者数は落ち込んだ。所要時間や運賃を比較すると、仙台・東京間の移動については、航空機が不利で、鉄道が有利だった。これにより、全日本空輸の仙台・羽田便は1985年（昭和60年）に廃止された。
滑走路の2500メートル化は、昭和から平成に変わる時期に行われた。1987年（昭和62年）に国が策定した第四次全国総合開発計画では、東京一極集中を避けて、地方への分散、国土の多極化が目的とされた。この中で、国際化のために地方空港の機能拡充が盛り込まれ、仙台空港がその対象とされた。このような状況の中で、仙台空港への国際定期便の就航を目指す動きが起こった。当時の仙台空港には、国際チャーター便はあったが、国際定期便はなかった。1988年（昭和63年）に、東北経済連合会や宮城県などからなる「仙台 - ソウル定期便開設促進連絡会」が結成され、この会員が何度か韓国を訪れて定期便開設へ協力を求めた。これに応えたのがアシアナ航空で、1990年（平成2年）に仙台空港と韓国の金浦国際空港の間に定期便が就航した。この後も、仙台からグアムやシンガポール、香港、大連などへの定期便の就航が続いた。滑走路の2500メートル化は1992年（平成4年）に竣工し、これを記念して全日本空輸と日本航空はそれぞれボーイング747によるフライトを行った。1996年（平成8年）から1997年（平成9年）にかけて新しい旅客ターミナルビルの供用が始まり、1998年（平成10年）にはB滑走路が3000メートルとなった。2007年（平成19年）には空港連絡鉄道である仙台空港鉄道仙台空港線が開業した。

### 東日本大震災

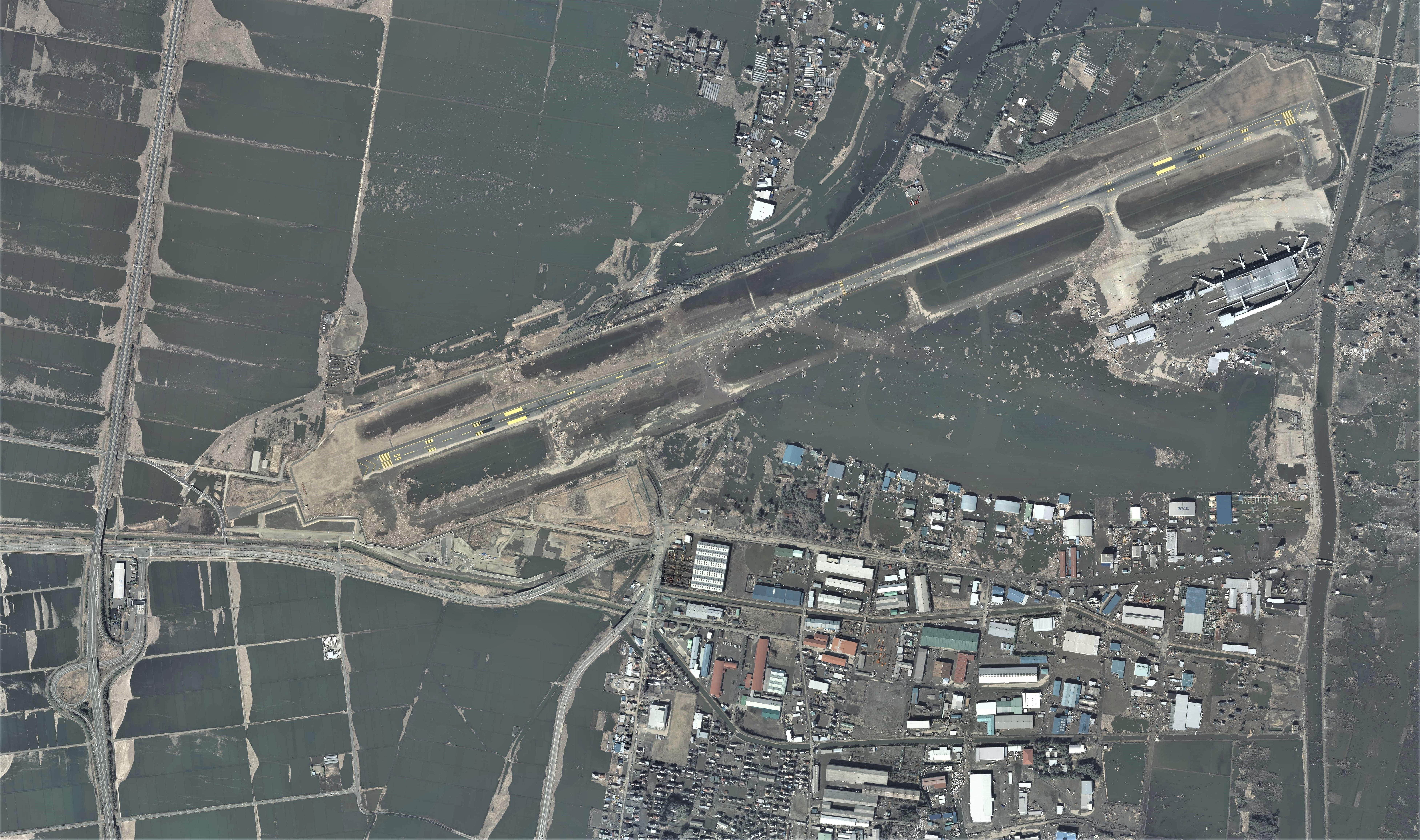
震災翌日の仙台空港の空中写真。2011年（平成23年）3月12日撮影の6枚を合成作成。。

2011年（平成23年）3月11日14時46分、東北地方太平洋沖地震（東日本大震災）が発生し、空港では震度6弱を観測した。滑走路は直ちに閉鎖され、ターミナルビルには旅客、周辺住民、従業員ら約1400人が避難した。
15時56分、地震による津波が到達し空港および関連施設は冠水した。ターミナルビルは3.02メートルの高さまで冠水し、施設の1階部分には自動車や瓦礫が大量に流れ込み、漏洩したガソリンに引火して貨物棟が炎上した。仙台空港はこの日、国内線約80便、国際線8便が発着を予定しており、旅客機の駐機がゼロになるのは1日3 - 4回で、それぞれ数分から20分程度の間隔でしかなかったが、定時運航であれば本震発生の1分前の14時45分に到着予定の大阪発仙台行の日本航空2209便が天候不良のために遅延しており、奇跡的に空港内に旅客機はなかった。海上保安庁や航空大学校の練習機や民間の小型機やヘリコプターなど計67機 は、格納庫の扉が破損して外に出せなかったり、格納庫内での接触で損傷するなど離陸できないまま津波によって被害を受けた。この内、海上保安庁のDHC-8-Q315「みずなぎ（機体記号：JA722A）」のみ修理されたが、他の機体の修理は断念された。
地震直後に管制塔から管制官が退避したことで航空管制は停止したが、東邦航空が東北地方整備局から運航を委託されていた災害対策用ヘリコプターと、NHKと契約しているオールニッポンヘリコプターの機体は偶然被害を免れ、航空管制を受けずに独自の判断で離陸し、被害状況の情報収集や襲来した津波の映像を中継している。
乗客や老人ホームなどの地域住民、空港職員ら1659人がターミナル3階に避難し、空港ラウンジが開放され、土産物屋に陳列されていた水や菓子が配布された。3月12日午後に救急車やマイクロバスなどが到着、避難者の退避が開始され、3月16日までに空港職員を除く全員が空港を離れた。避難者の中で外国人は東北大学のシンポジウムに出席していたアメリカ人の天文学者マイケル・メンディロだけであった。
3月13日、アメリカ空軍の太平洋特殊作戦コマンドが、山形空港からヘリコプターを出して上空から被災地を偵察した。アメリカ軍は、道路・鉄道・港湾の運輸インフラがいずれも甚大なダメージを受けている中、仙台空港を空輸による復興支援活動の拠点とすべく、翌14日の朝に2日間でB滑走路の瓦礫を撤去し、1500mのクリアランスを確保するよう日本側に要請し、これを受けて滑走路のメンテナンスを担う前田道路 による復旧作業が急ピッチで行われた。津波が引いた当初の滑走路の光景は、散乱する瓦礫や自動車のみならず、遺体も横たわる痛ましいものであったという。
3月16日、アメリカ合衆国連邦政府は福島第一原子力発電所事故の影響を考慮し、在日米軍を含む自国民に対して同原発から50マイル（80 km）圏外に退避するよう勧告した。仙台空港はその境界線上であった。その最中において、アメリカ軍による仙台空港啓開作戦が開始された。アメリカ空軍第320特殊戦術飛行中隊（嘉手納飛行場駐留）の戦闘管制員を乗せて早朝に横田飛行場を飛び立った第17特殊作戦飛行隊の輸送機MC-130Pが、航空自衛隊松島基地の副滑走路に降り立った。戦闘管制員らはそのままハンヴィーに分乗し、自衛隊の誘導のもと仙台空港に向かった。仙台空港でバックパックラジオ（可搬型無線機）による即席の管制体制が確立されると、14時30分に復旧用の機材と第353特殊作戦部隊の兵員らを搭載したMC-130HがB滑走路に着陸を強行した。僅か1500メートルのみが確保されている滑走路への着陸を成し遂げたパイロットの腕前に、見守っていた関係者らは驚嘆したという。当のパイロットは「あのフライトがこれまでで一番怖かった」と述べている。その後、仙台空港の管制権は4月5日まで米軍の管理下に入った。さらに3月19日までに、キャンプ・キスナーに常駐するアメリカ海兵隊からなる戦闘支援連隊が到着し、キャンプ富士の米海兵隊が重機とともに陸路で空港入りし、3月20日には大型輸送機C-17が着陸できるまでに機能回復した。3月23日には、相模総合補給廠からアメリカ陸軍第35兵站任務部隊が、仙台空港の復旧作業（瓦礫や約3,000台の破損車両の撤去等）に空軍・海兵隊を引き継ぐ形で派遣された。復旧活動に携わったアメリカ軍部隊は、3月31日にごみ拾いをした上で撤収した。
アメリカ軍はこの空港を使って200万トン以上の食料や水、毛布を被災地に輸送するなど、4月7日までアメリカ空軍・同海兵隊・自衛隊による日米合同救援活動「トモダチ作戦」の拠点として使用された。
4月3日、仙台空港近くの海岸に流木を用いて作られた「ARIGATO」の文字が、仙台空港復旧作業の司令官であったロバート・トス空軍大佐に発見され、後の手記で仙台空港の復旧に力添えできたことを光栄に思う、と言及した。
被災直後には「機能回復には少なくとも半年はかかるだろう」と見られていた仙台空港は、アメリカ軍と前田道路の共同作業により33日という驚異的な早さで復旧し、4月13日に日本航空が第1便を再開して以降、日本航空・全日本空輸・AIRDO・IBEXエアラインズが臨時便を運航。7月25日に全日本空輸・AIRDO・IBEXエアラインズ、9月1日に日本航空の定期便が再開。国際線も、9月25日のターミナルビル完全復旧と共にソウル/仁川線（アシアナ航空）の定期便が再開し、その後順次、運航が再開され、2012年（平成24年）7月30日の長春線（中国南方航空）再開をもって全路線が復旧した。
仙台空港鉄道は、空港敷地内のトンネルが水没するなどの被害を受け、4月2日以降バスによる代行運転を行った。10月1日に仙台空港駅の営業を再開し、同日仙台空港線は全線復旧した。

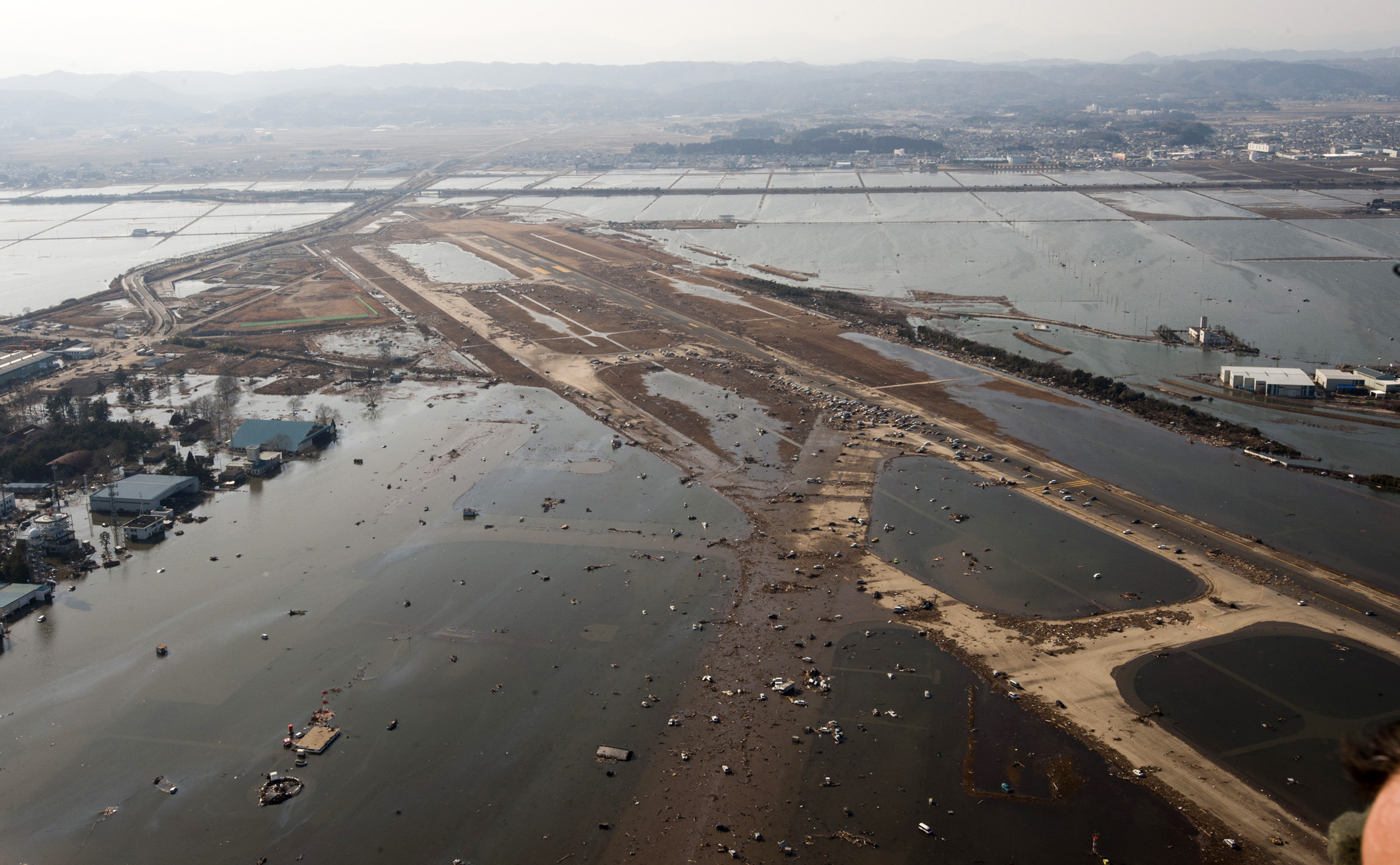
冠水した仙台空港 （2011年3月13日）
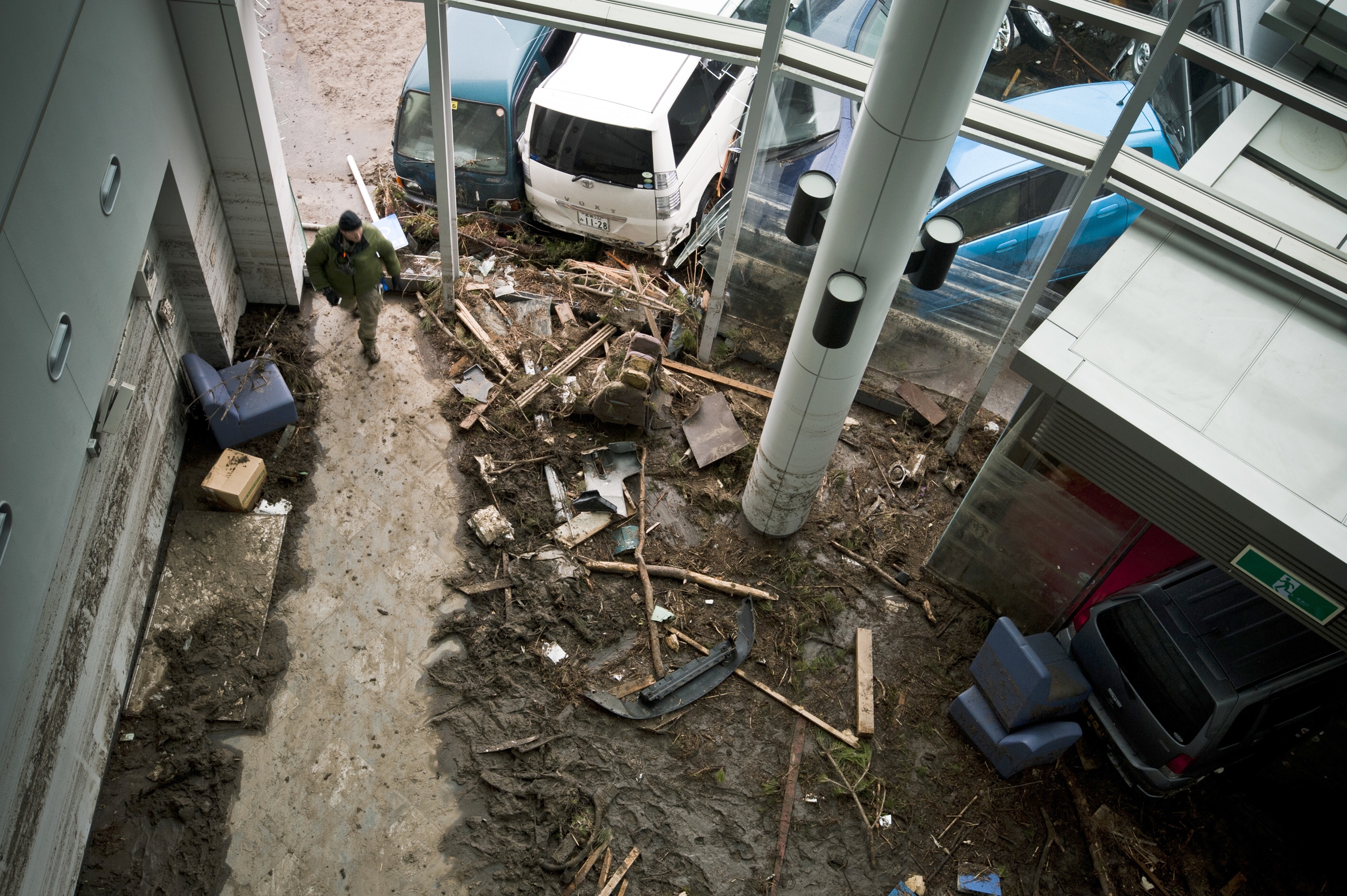
行方不明者の捜索にあたる、第320特殊戦術飛行隊のアメリカ空軍兵士（2011年3月16日）
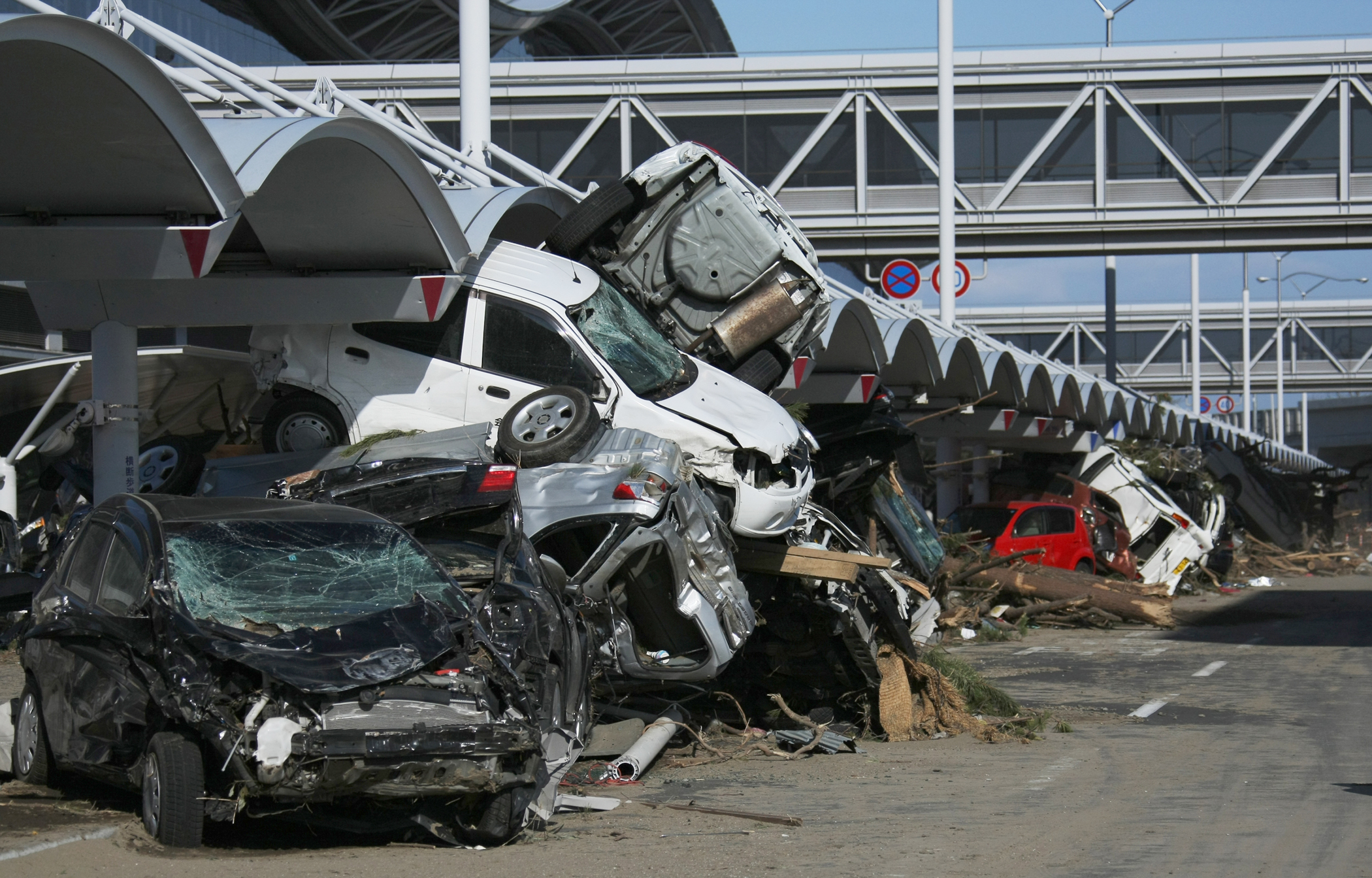
一般送迎車用の車寄せの様子 （2011年3月19日）
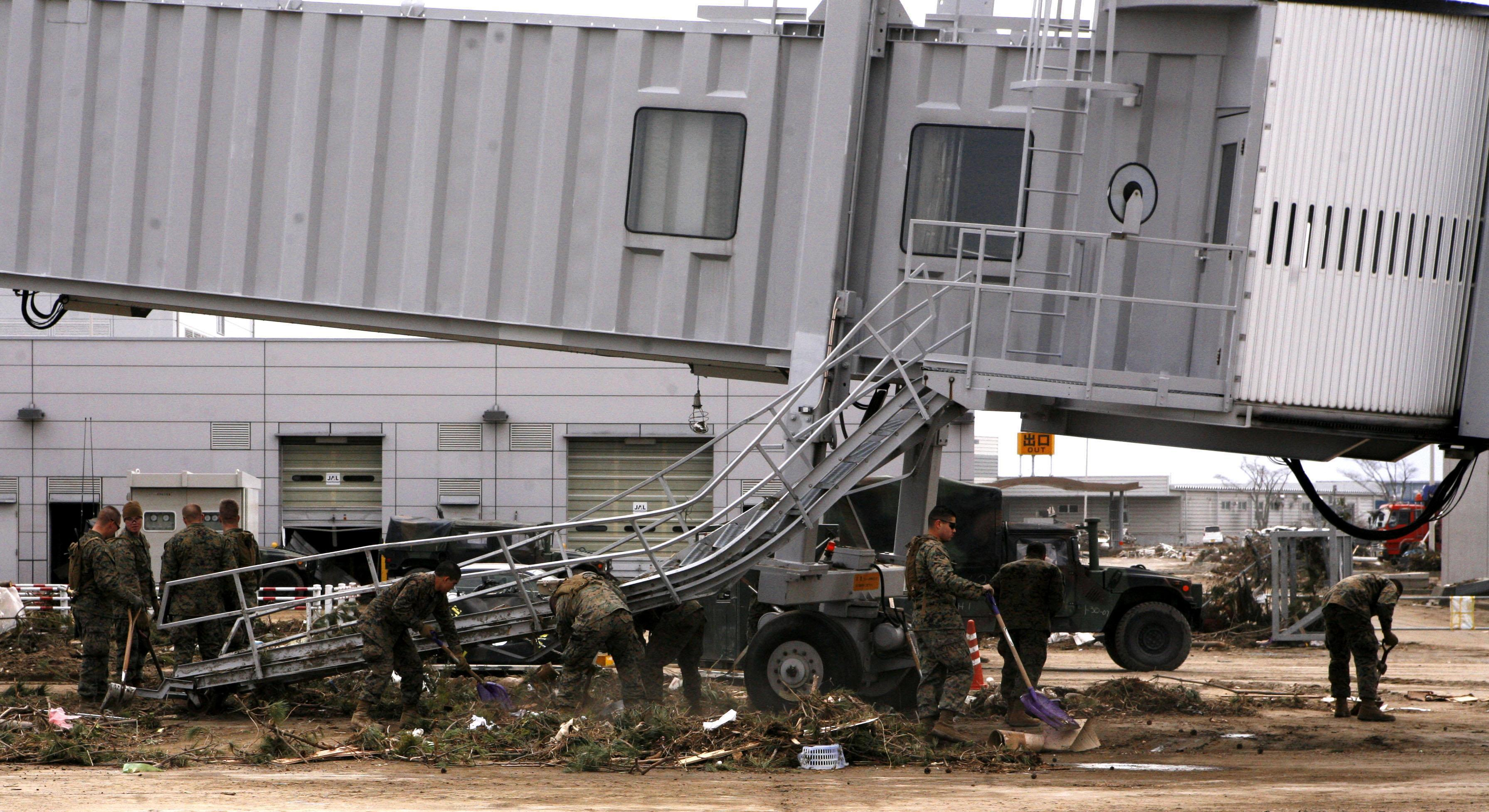
駐機場の瓦礫を清掃する第3海兵遠征軍のアメリカ海兵隊員たち （2011年3月19日）
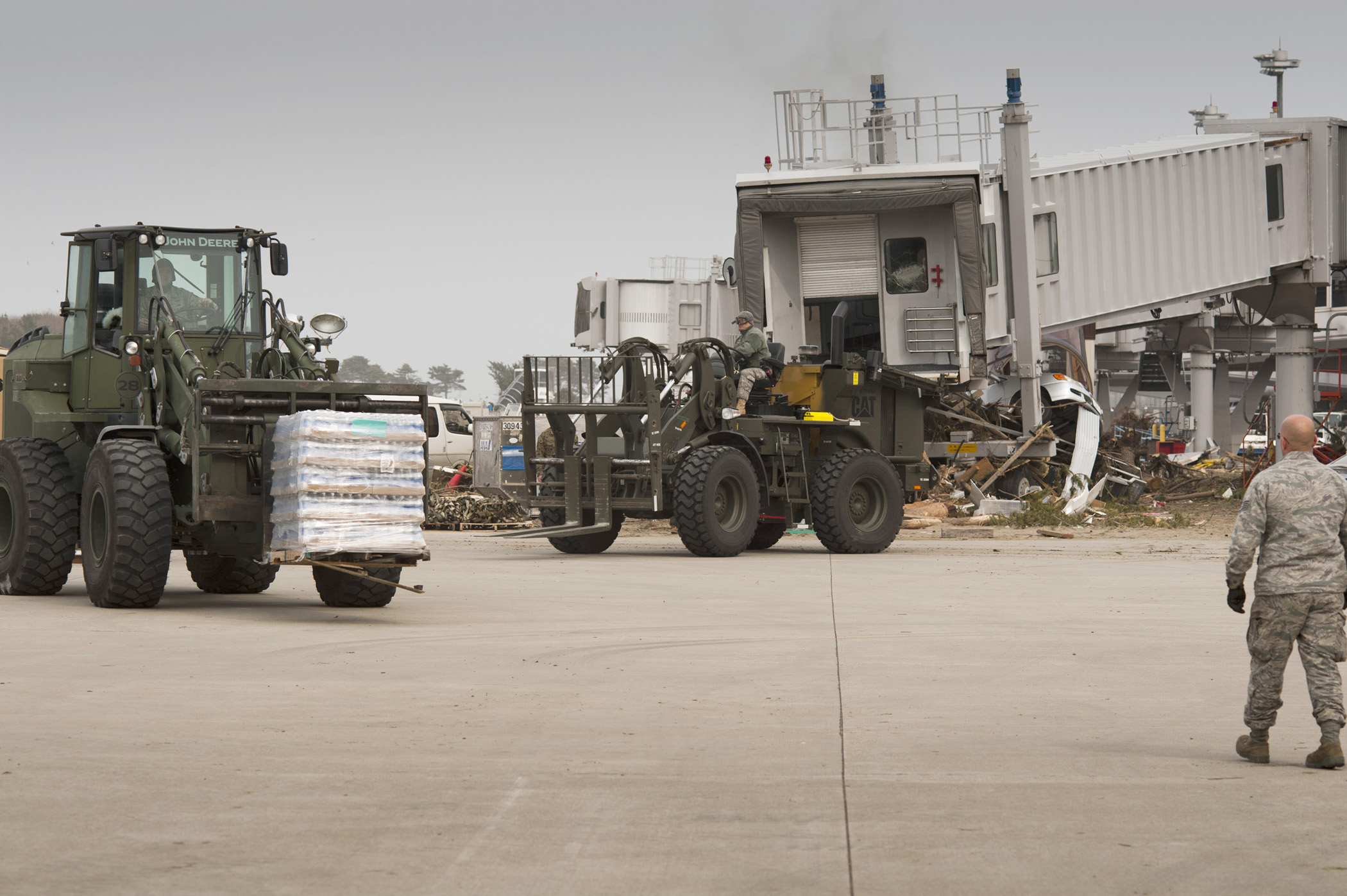
駐機場の復旧作業 （2011年3月20日）
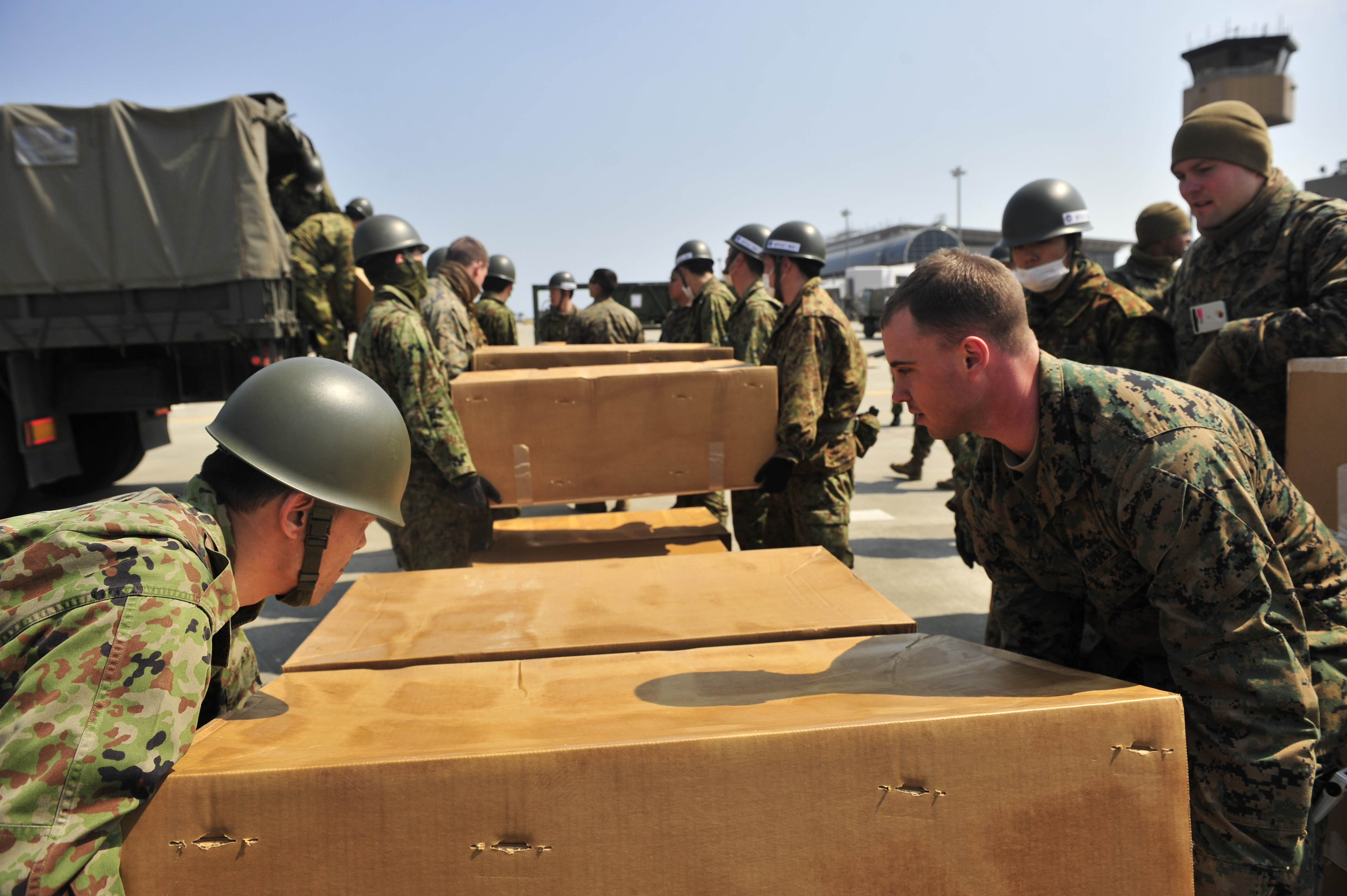
協働して救援物資の毛布や医療をトラックへ積み込む、トモダチ作戦でキャンプ富士から出動したアメリカ海兵隊員と自衛隊員ら（2011年3月29日）
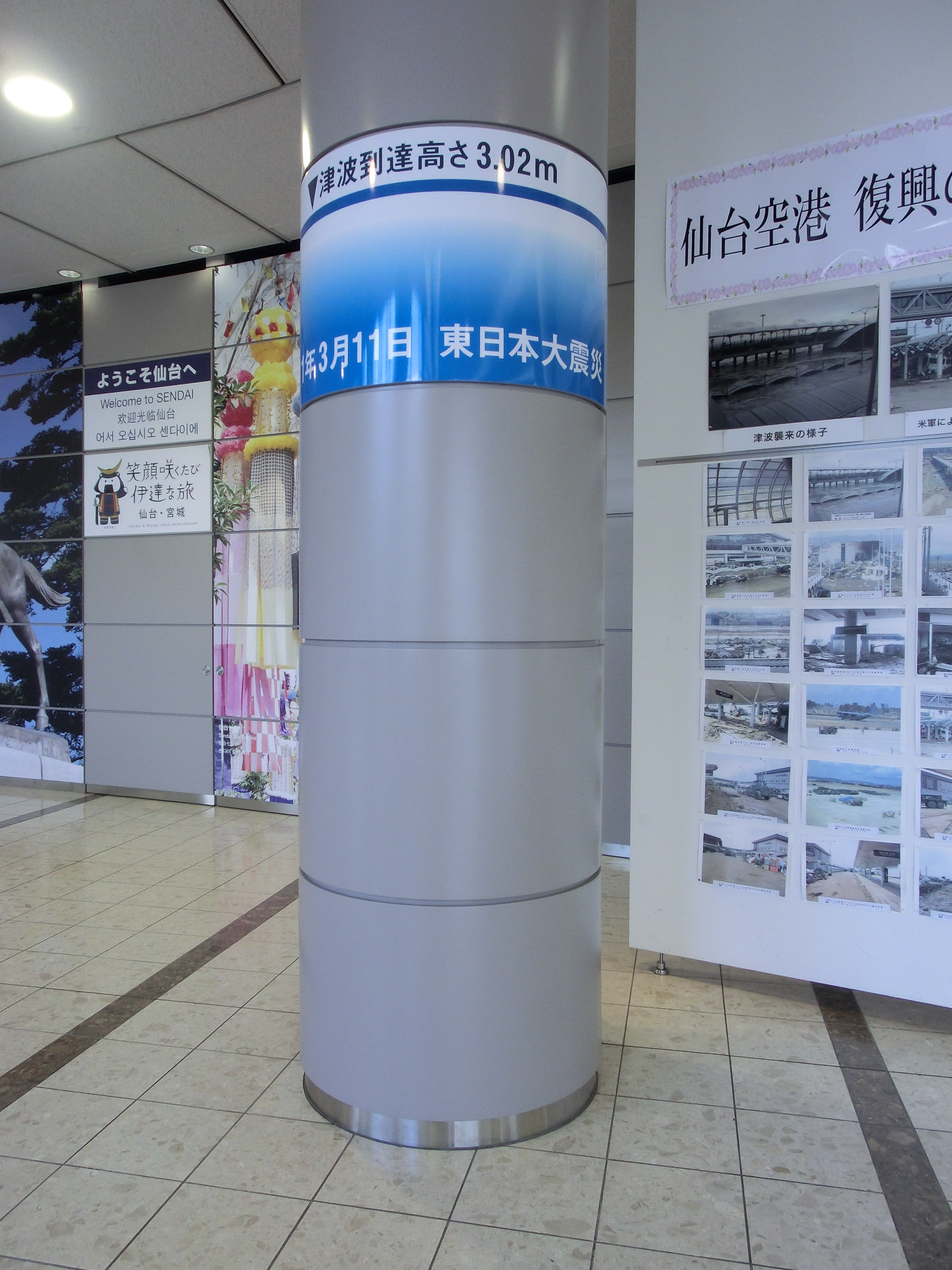
1階ロビーの柱に掲載されている浸水高表示

### 年表
- 1940年（昭和15年） - 日本陸軍により、名取郡下増田村（現名取市下増田）から同郡玉浦村矢野目（現岩沼市）にかけての地に熊谷陸軍飛行学校名取分教所[56] として建設され、「名取飛行場」「増田飛行場」「矢野目飛行場」などの通称が用いられた。
- 1943年（昭和18年）10月1日 - 水戸陸軍飛行学校を移し仙台陸軍飛行学校を設置。
- 1945年（昭和20年） - 戦後占領期に進駐軍（アメリカ軍）に接収される。
- 1956年（昭和31年） - アメリカ軍より返還され、防衛庁と運輸省との共同使用となる。
- 1957年（昭和32年）
  - 滑走路を1,200mに延長。
  - 4月22日 - 初の定期路線となる日本ヘリコプター輸送（現 全日本空輸）の東京/羽田便が就航。
- 1964年（昭和39年）
  - 陸上自衛隊航空学校岩沼分校を設置。
  - 3月 - 空港整備法に基づいて第2種空港となり、仙台飛行場を仙台空港と改称。
  - 8月1日 - 岩沼駐屯地が新設[57]。
- 1972年（昭和47年）2月14日 - ジェット化および、B滑走路を2,000mにて供用開始[58]。航空学校が陸自北宇都宮駐屯地へ移転。
- 1973年（昭和48年）3月19日 - 岩沼駐屯地が廃止[59]。
- 1978年（昭和53年）6月6日 - 初の国際チャーター便となるソウル線運航[60]。
- 1990年（平成2年） - 初の国際定期路線となるアシアナ航空のソウル/金浦便が就航。
- 1992年（平成4年） - B滑走路を2,500mに延伸。
- 1994年（平成6年）7月 - 新旅客ターミナルビル着工。
- 1996年（平成8年）3月 - 国際線旅客ターミナルが先行開業。
- 1997年（平成9年）7月11日 - 新旅客ターミナルビルが全面開業。
- 1998年（平成10年）3月26日 - B滑走路を3,000mに延伸[29]。

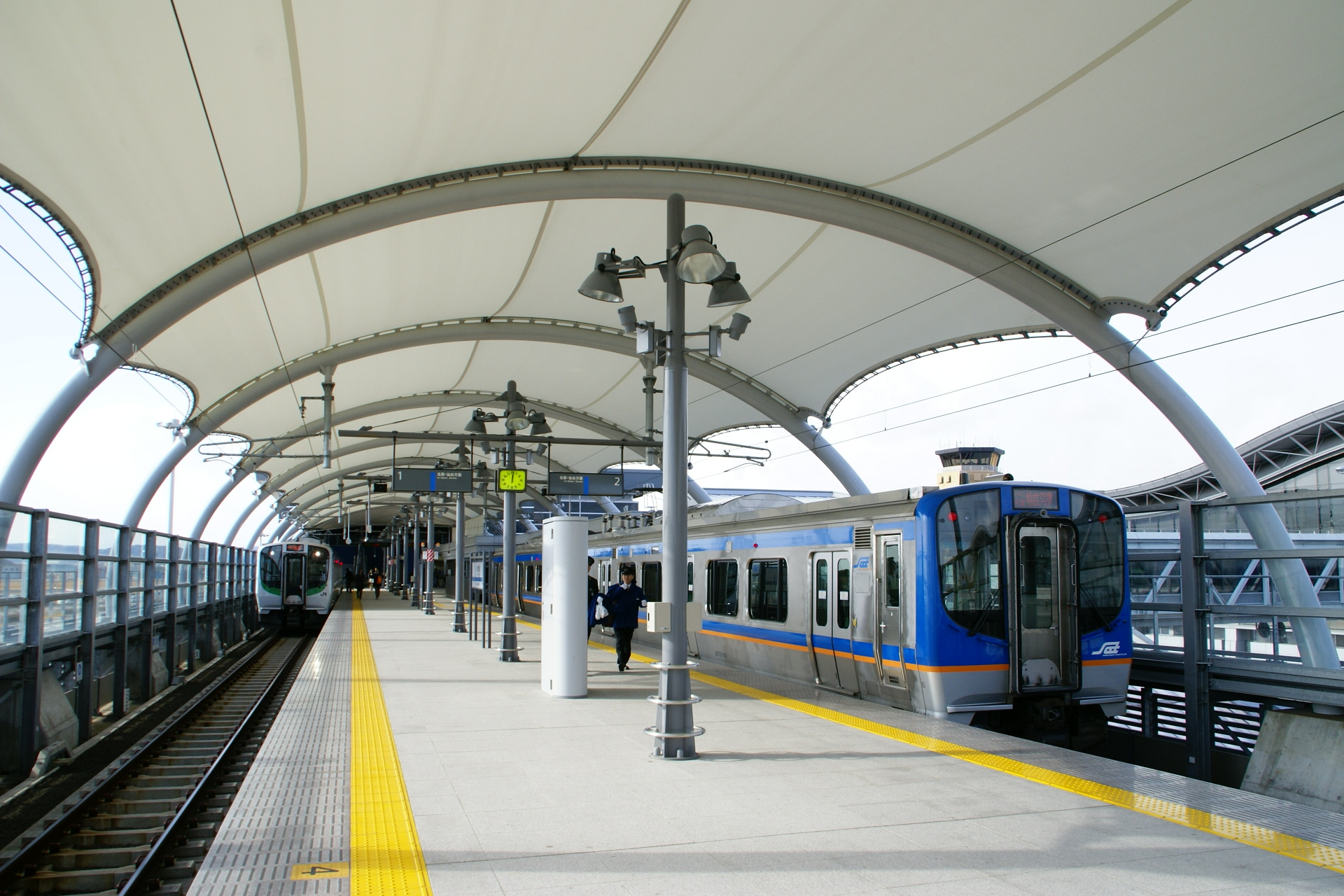
仙台空港駅に停車する仙台空港アクセス線の車両（2008年1月）

- 2007年（平成19年）3月18日 - 仙台空港アクセス線（仙台駅 - 仙台空港駅間直通運転）開業。
- 2010年（平成22年）
  - 3月19日 - 屋外展望デッキ「スマイルテラス」供用開始。
  - 12月19日 - 「仙台空港エアポートミュージアム」開業。
- 2011年（平成23年）
  - 3月11日 - 東北地方太平洋沖地震（東日本大震災）の津波により冠水し使用不能となる。
  - 4月13日 - 空港運用を再開し、東京/羽田[注 4]・大阪/伊丹との間に1日計6往復の臨時便運航を開始。
  - 7月25日 - 一部定期便の運航を再開。
- 2012年（平成24年）
  - 7月18日 - 新管制塔の運用開始[61]。
  - 7月30日 - 長春線が再開。これにより、震災前の全路線が復活[54]。
- 2013年（平成25年）8月5日 - 「仙台空港 FREE Wi-Fi」及び「仙台空港 Wi-Fi ポータルサイト」提供開始[62]。
- 2015年（平成27年）3月12日 - 国際線到着ロビーにて、大友克洋による陶板壁画を設置・公開[63]。
- 2016年（平成28年）7月1日 - 仙台国際空港株式会社の運営に完全移行。
- 2018年（平成30年）
  - 10月27日 - 反転フラップ式案内表示機（パタパタ）の運用終了。
  - 10月28日 - ピア棟供用開始。旅客サービス施設使用料および国際線旅客保安サービス料の徴収を開始。
- 2021年（令和3年）
  - 7月1日 - 運用時間を30分延長し、7:30から21:30までの14時間から7:30から22:00までとなる。
  - 10月1日 - 仙台空港事務所に設置していた仙台飛行援助センター(FSC)を廃止し、大館能代空港、庄内空港のリモート管制を新千歳空港事務所の新千歳空港対空センターに業務移管[64][65]。
- 2022年（令和4年）
  - 3月16日 - 福島県沖地震が発生。空港では前年2月の地震と同じ震度5強を観測し[66]、ターミナルの窓ガラスが割れるなどの被害が出た[67][注 5]。
- 2023年（令和5年）4月28日 - カーポート型太陽光発電設備を設置した駐車場の利用を開始[69][70]。
- 2024年（令和6年）12月10日 - 国際線バス専用ゲート[注 6]を供用開始[71]。

## 施設

### ターミナルビル

#### 概要
- 開業
  - 国際線旅客ターミナル - 1998年3月
  - 国内線旅客ターミナル - 1999年7月
- 運営 - 仙台空港ビル
- 延床面積 - 44,170.59m2 [72]
- ゲート数 - 52バース
  - ジェット機用ゲート : 14バース（国際線用 3バース、国内線用 10バース、際内共用 1バース）
    - 大型ジェット機 : 4バース
    - 中型ジェット機 : 4バース
    - 小型ジェット機 : 6バース

  - 小型機用ゲート : 38バース

#### フロア構成
|                             |        | 一般区域 | 制限区域 | 制限区域                                                         |
| 国内線                      | 国際線 | 一般区域 | |                                                                  |
| --------------------------- | ------ | --- | --- | ---------------------------------------------------------------- |
|                             | R階    | - 屋上展望デッキ「スマイルテラス」 | |                                                                  |
|                             | 3階    | - エアポートミュージアム「とぶっちゃ」 - ビジネスラウンジ「EAST SIDE」 - 有料待合室 - レストラン | |                                                                  |
| 仙台空港駅・ 駐車場連絡通路 | 2階    | - 国内線出発ロビー - 国内線チェックインカウンター - 国際線出発ロビー - 国際線チェックインカウンター - 礼拝室 - カフェ・ショッピングゾーン - セブン銀行ATM                                                                       | - 搭乗口 - 保安検査場 - 搭乗待合室 - TOHOKU AZLM～おくのソラミチ～ - ANAラウンジ - サクララウンジ - 売店・カフェ - ラーメン店 | - 搭乗口 - 保安検査場 - 出国審査場 - 出国待合室 - 免税店・カフェ |
|                             | M2階   | | - 到着コンコース | - 到着コンコース - 検疫検査場 - 入国審査場                       |
| バス・タクシー 乗り場       | 1階    | - 国内線到着ロビー - 国際線到着ロビー - 総合案内所 - サービスカウンター - 観光案内所 - 有料待合室 - センタープラザ - レストラン・コンビニ - トラベレックス（外貨両替店） - 七十七銀行ATM - イオン銀行ATM - 岩沼警察署警備派出所 | - 手荷物受取所 | - 手荷物受取所 - 税関検査場                                      |

### 貨物ターミナル
空港ターミナルビルの西に位置し、管制塔に隣接する。

### 管制施設
国土交通省 東京航空局 仙台空港事務所

### 拠点機関等
- 国土交通省
  - 航空大学校仙台分校
  - 航空保安大学校岩沼研修センター
  - 東京航空局仙台空港事務所
  - 電子航法研究所岩沼分室
- 気象庁
  - 仙台管区気象台仙台航空測候所
- 出入国在留管理庁
  - 仙台出入国在留管理局仙台空港出張所
- 海上保安庁
  - 第二管区海上保安本部仙台航空基地
  - 海上保安学校宮城分校
- 防衛省
  - 陸上自衛隊岩沼訓練場
- 消防
  - 宮城県防災航空隊
  - 仙台市消防航空隊
- 民間企業
  - ジャムコ航空機整備カンパニー機体整備工場
  - 東北エアサービス本社・仙台基地
  - 東邦航空東北事業所
  - 共立航空撮影仙台営業所

## 就航路線一覧

### 国内線
航空会社が2社以上の場合、上の段に掲載されている航空会社の機材・乗務員で運航する共同運航便（コードシェア便）。
IBEXエアラインズが拠点空港としている。
| 航空会社                                        | 就航地                                                         |
| ----------------------------------------------- | -------------------------------------------------------------- |
| 日本航空 (JAL)                                  | 札幌/新千歳、大阪/伊丹、福岡（2025年10月25日をもって運休予定） |
| 全日本空輸 (ANA)                                | 札幌/新千歳、名古屋/中部、大阪/伊丹、那覇                      |
| スカイマーク (SKY)                              | 神戸                                                           |
| IBEXエアラインズ (IBX) ・全日本空輸 (ANA)       | 札幌/新千歳、名古屋/中部、大阪/伊丹、広島、福岡                |
| AIRDO (ADO) ・全日本空輸 (ANA)                  | 札幌/新千歳                                                    |
| スターフライヤー (SFJ) ・全日本空輸 (ANA)       | 福岡（2025年10月3日より就航予定）                              |
| フジドリームエアラインズ (FDA) ・日本航空 (JAL) | 福岡（2025年10月26日より就航予定）                             |
| Peach Aviation (APJ)                            | 札幌/新千歳、名古屋/中部、大阪/関西                            |

| 路線         | 旅客数   | 順位 |
| ------------ | -------- | ---- |
| 大阪国際空港 | 約88万人 | 32位 |
| 新千歳空港   | 約85万人 | 35位 |

#### 国際線乗継便
当空港と中部国際空港、新千歳空港、福岡空港を結ぶ便には、共同運航便（コードシェア便）として外国航空会社便名が付与される便がある。外国航空会社便名での利用は国際線乗継旅客に限られ、国内区間のみの利用は運航する航空会社の便名となる。また、当空港と台湾桃園国際空港、北京首都国際空港を結ぶ便にも、同様に共同運航便として、第三国の航空会社便名が付与される便がある。当該航空会社便名での利用は、第三国への乗継旅客に限られる。このほか、当空港と香港国際空港を結ぶ便についても、共同運航便が付与される便があるが、こちらも当該航空会社便を利用した第三国への乗継旅客に限られる。

### 国際線
航空会社が2社の場合、上の段に記載されている航空会社の機材・乗務員による共同運航便（コードシェア便）。
| 航空会社                            | 就航地 |
| ----------------------------------- | --- |
| エバー航空 (BR) ・全日本空輸 (NH)   | 中華民国・台湾桃園国際空港（台北） |
| スターラックス航空 (JX)             | 中華民国・台湾桃園国際空港（台北） |
| タイガーエア台湾 (IT)               | 中華民国・台湾桃園国際空港（台北）、高雄国際空港 （高雄）                                                                                                |
| アシアナ航空 (OZ) ・全日本空輸 (NH) | 韓国・仁川国際空港（ソウル） |
| 中国国際航空 (CA) ・全日本空輸 (NH) | 中国・上海浦東国際空港（上海）、大連周水子国際空港（大連）（2025年10月24日をもって運休予定）、北京首都国際空港（北京）（2025年10月24日をもって運休予定） |
| グレーター・ベイ航空 (HB)           | 香港・香港国際空港（香港） |
| 香港エクスプレス航空 (UO)           | 香港・香港国際空港（香港） |

### 就航都市

#### 国内線
- 北海道：札幌/新千歳
- 東海：名古屋/中部
- 近畿：大阪/伊丹、大阪/関西、神戸
- 中国：広島
- 九州・沖縄：福岡、那覇

#### 国際線
- 台湾：台北/桃園、高雄
- 韓国：ソウル/仁川
- 中国：上海/浦東、大連、北京/首都（大連経由）
- 香港：香港

### 遊覧飛行
仙台空港では、4社がセスナ機やヘリコプターで遊覧飛行を実施している。昼間の運航では、仙台市街地や松島、蔵王連峰、栗駒山などの上空を遊覧するコースがある。季節的にナイトフライトも催行され、夏には、宮城県内各地で催される花火を上空から見るナイトフライトや、年末のSENDAI光のページェント期間中において、定禅寺通りなど仙台市上空を回るナイトフライトも催行される。

### 今後の運航計画
新規就航 
- スターフライヤー : 2025年10月3日より福岡線 就航予定[76]
- フジドリームエアラインズ : 2025年10月26日より福岡線 就航予定[77]

### かつての定期就航路線
国内線
- 東京国際空港[注 10]
  - 1957年 - 1985年 : 全日本空輸
- 三沢飛行場
  - 1959年 - 1962年 : 全日本空輸
- 函館空港
  - 1959年 - 1962年 : 全日本空輸
  - 1977年 - 1993年 : 日本エアシステム
  - 1996年 - 2006年 : エアーニッポン → 全日本空輸
  - 2001年 - 2003年 : 北海道エアシステム
- 新潟空港
  - 1979年 - 1992年 : 全日本空輸
  - 1996年 - 1998年 : ジェイエア
  - 2024年 - 2025年 : トキエア
- 小松空港
  - 1984年 - 2009年 : 全日本空輸
  - 2009年 - 2020年 : IBEXエアラインズ
- 岡山空港
  - 1994年 - 2005年 : 日本エアシステム → 日本航空インターナショナル
- 高松空港
  - 1994年 - 2005年 : 日本エアシステム → 日本航空インターナショナル
- 鹿児島空港
  - 1995年 - 1998年 : エアーニッポン
- とかち帯広空港
  - 1996年 - 1997年 : 日本航空
- 女満別空港
  - 1996年 - 2001年、2003年 : 日本エアシステム
- 信州まつもと空港
  - 1996年 - 1997年 : 日本エアシステム
- たんちょう釧路空港
  - 1996年 - 2001年、2003年 : 日本エアシステム
- 松山空港
  - 1996年 - 1998年 : 全日本空輸
  - 2021年 - 2022年 : IBEXエアラインズ
- 旭川空港
  - 1996年 - 1999年 : エアーニッポン
- 青森空港
  - 1998年 - 1999年 : エアーニッポン
- 広島西飛行場

  - 2001年 : フェアリンク
- 成田国際空港
  - 2002年 - 2013年、2019年 - 2020年 : フェアリンク → IBEXエアラインズ
  - 2003年 - 2020年 : 中日本エアラインサービス → エアーセントラル → ANAウイングス → 全日本空輸
- 出雲空港
  - 2018年 - 2024年 : フジドリームエアラインズ

国際線
- グアム・グアム国際空港（グアム）
  - 1990年 - 2018年 : コンチネンタル・ミクロネシア → コンチネンタル航空 → ユナイテッド航空
- サイパン・サイパン国際空港（サイパン）
  - 1990年 - 1998年 : コンチネンタル・ミクロネシア
- シンガポール・シンガポール・チャンギ国際空港（シンガポール）
  - 1991年 - 1998年 : シンガポール航空
- 韓国・済州国際空港（済州）
  - 1991年 - 1994年 : アシアナ航空
- 韓国・金海国際空港（釜山）
  - 1991年 - 1997年 : アシアナ航空
- アメリカ・ホノルル国際空港（ホノルル）
  - 1994年 - 2003年 : 日本航空 → JALウェイズ
  - 2013年 - 2015年 : ハワイアン航空
- 中国・長春大房身国際空港 → 長春龍嘉国際空港（長春）
  - 2003年 - 2012年 : 中国南方航空
- 中国・広州白雲国際空港（広州）
  - 2007年 - 2008年 : 中国南方航空
- タイ・スワンナプーム国際空港（バンコク）
  - 2013年 - 2014年、2019年 - 2020年 : タイ国際航空

## 対外関係

### 海外姉妹空港提携
- グアム国際空港
  - 締結：2012年11月[80]

### 海外友好空港提携
- 長春龍嘉国際空港
  - 締結：2012年8月[81]

## 交通

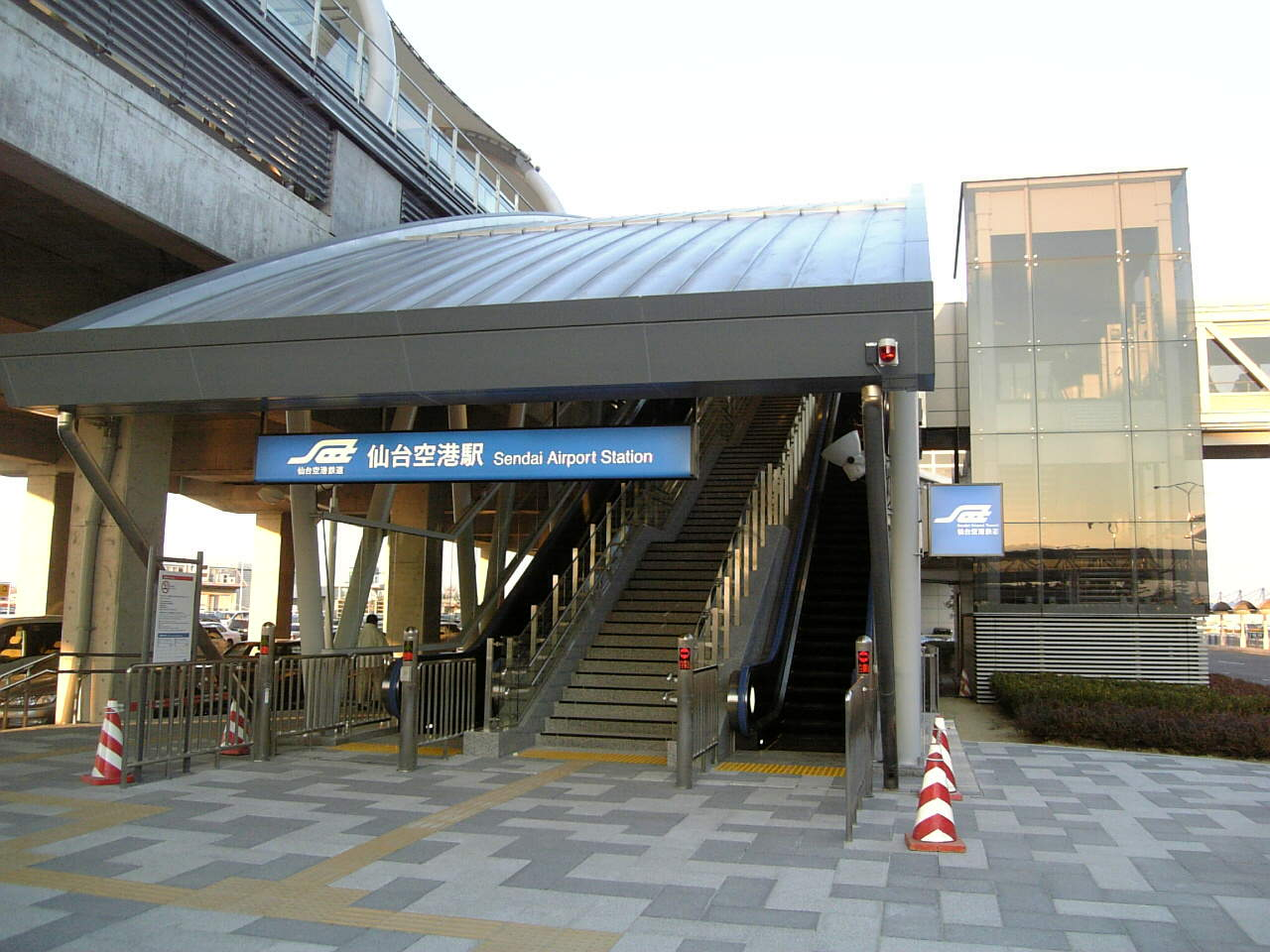
仙台空港鉄道 仙台空港駅

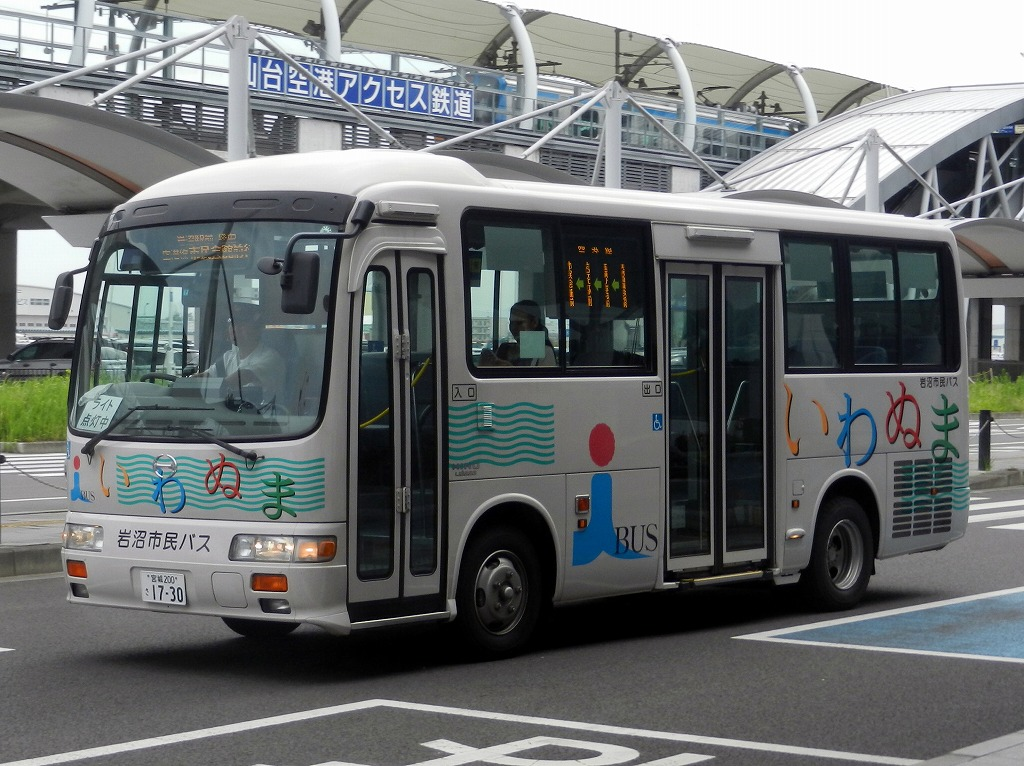
岩沼市民バス 空港線

### 鉄道
仙台空港鉄道
- 仙台空港線（仙台空港アクセス線）
  - 仙台空港駅
仙台駅までの直通列車が運行されている。

### バス
| のりば | バス会社                         | 行き先                             |
| ------ | -------------------------------- | ---------------------------------- |
| 1      | 利用停止中                       |                                    |
| 2      | 山交バス                         | 山形駅                             |
| 2      | 庄内交通                         | 鶴岡・酒田                         |
| 2      | 仙台バス                         | 山形蔵王                           |
| 3      | 岩沼市民バス                     | 岩沼駅方面（空港線）               |
| 3      | 仙台バス                         | 館腰駅・岩沼駅方面（臨空循環バス） |
| 3      | 名取市コミュニティバスなとりん号 | 閖上地区・名取駅東口方面（閖上線） |
| 3      | 岩手県北バス                     | 安比高原                           |

### 自動車
- 仙台東部道路
  - 仙台空港IC

駐車場については、空港内の公営駐車場（1,195台収容）のほか、周辺の民間駐車場は10社で約2,400台の収容台数がある。

### タクシー
仙台駅前から当空港までの所要時間は約30分、運賃は5,600円である。また、運賃とは別に高速道路料金（500円）が加算される。

## 周辺
空港の東側には、貞山運河（貞山堀）が南北に流れている。この運河は江戸時代に木曳堀として開削されたもので、明治時代の改修で貞山運河と呼ばれるようになった。この運河を越えてさらに東へ1キロメートルほどいけば太平洋である。
旧仙台陸軍飛行学校内には1939年（昭和14年）創祀の航空神社があったが、占領期の1945年（昭和20年）に進駐軍に同校が接収されたため、神体は現在の空港ターミナルビルの東300メートルほどの名取市下増田にある下増田神社に遷された。また、空港から南に5kmほどの岩沼市二の倉には、航空安全の神が祀られる二の倉神明社がある。
滑走路の南西側の岩沼市内に仙台空港臨空公園が設置されている。当初は、中坪臨空公園として2011年（平成23年）4月に供用開始予定であったが、東日本大震災の影響を受けて1年遅れの2012年（平成24年）4月29日に供用開始された。
空港周辺にあるホテルは、ビジネスホテルは美田園駅・スーパーホテル美田園・仙台エアポート、杜せきのした駅・ホテルルートイン名取、館腰駅・スーパーホテル仙台空港インター、仙台空港IC・ホテルルートイン名取岩沼インター -仙台空港-の4軒。シティホテルは仙台市内が最寄となる。

## 事件・事故・重大インシデント

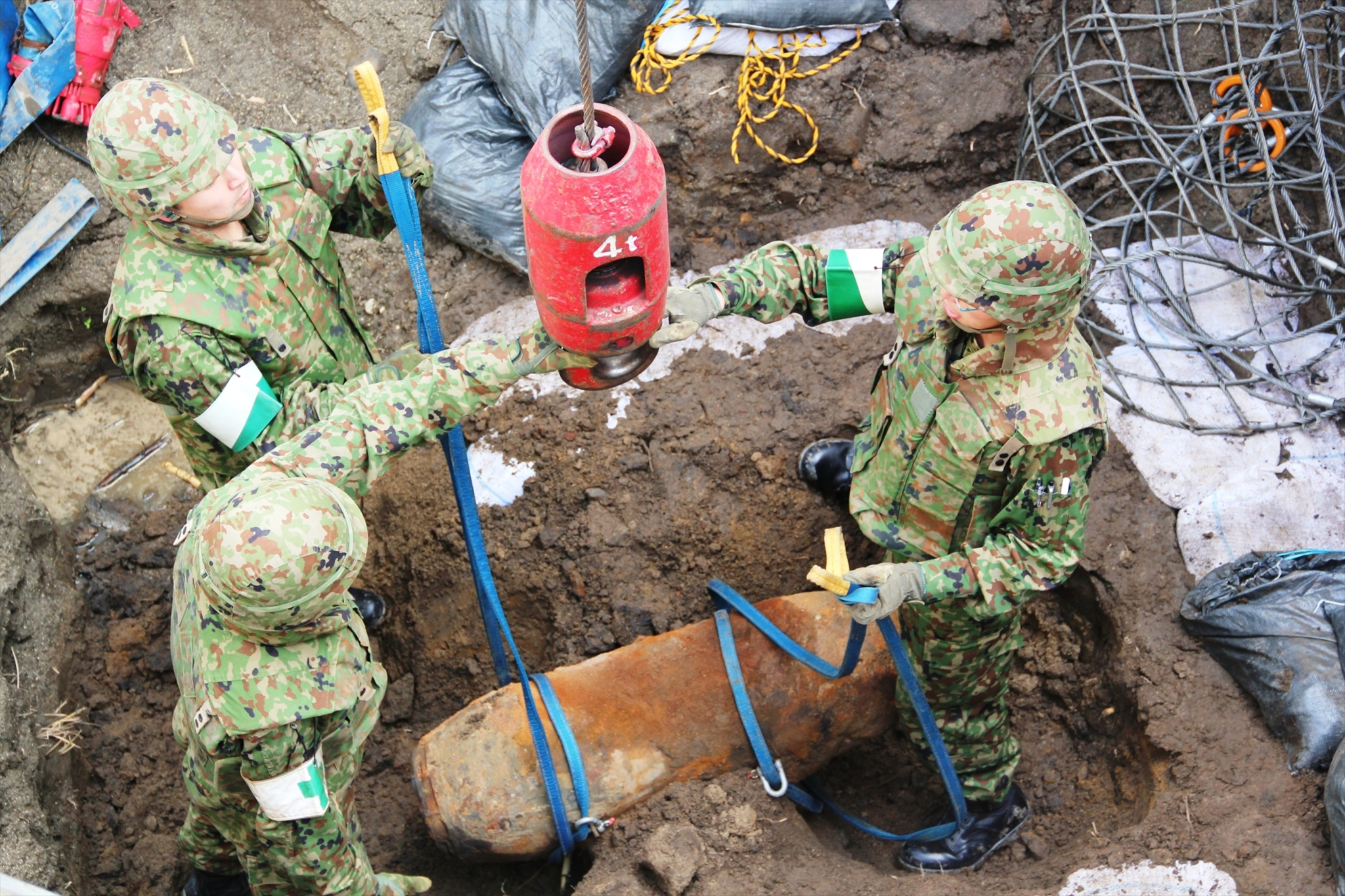
不発弾処理を行う陸上自衛隊（2012年11月14日）

- 1963年（昭和38年）5月10日
千歳発三沢経由の全日本空輸802便（ダグラスDC-3、JA5040）が着陸復行の失敗により飛行不能となった。詳細は全日空機仙台空港着陸失敗事故を参照。
- 1985年（昭和60年）12月3日
連続離着陸訓練中のパイパーPA-23-250(JA5259)が、接地後の滑走中に前脚が引っ込んだため、そのまま400メートル滑走した後停止した。機体は中破した。原因は、機長が前脚のロックを確認せずに着陸したためとされた[86]。
- 2012年（平成24年）2月5日
伊丹発の全日本空輸731便（エアバスA320、JA8384）が着陸復行をする際に、機体後部が滑走路に接触[87]。けが人はなく、運輸安全委員会の調査の結果、原因は着陸の復行を行った際、機首が急激に上昇したため、機体後方下部が滑走路に接触して損傷したものと推定される[88]。なお、事故機のJA8384は修復されたものの、すでに製造から21年が経過していたためそのまま退役となり、ロゴを消した上でエアアジア・ジャパン（現・バニラ・エア）に貸し出され、同社の1号機が到着するまでの訓練機として使用され、一連の訓練が終わった後の同年7月4日付で登録抹消された。

- 2012年（平成24年）10月30日
敷地内、ターミナルビルの西1.2 km、B滑走路の平行誘導路から南40mの地点で、太平洋戦争中にアメリカ軍が投下した不発弾が発見され、国内線・国際線全92便が欠航となった[89][90]。同日、不発弾の周囲にコンクリート擁壁および盛り土による防護壁を構築し、応急措置を実施。不発弾処理が行われるまでの間、A滑走路の使用を停止。不発弾に近い誘導路を迂回する運用を行った[90]。11月14日午前、空港を一時的に閉鎖した上で信管を取り除き、撤去した[91]。